# Arboretum de la Fosse
El Arboreto de la Fosse (en francés: Arboretum de la Fosse, también Parc botanique de la Fosse), es un jardín botánico y arboreto de 25 hectáreas de extensión, que se encuentra en el Fontaine-les-Coteaux, Francia.
El jardín se encuentra incluido en « l'inventaire général du patrimoine culturel français».

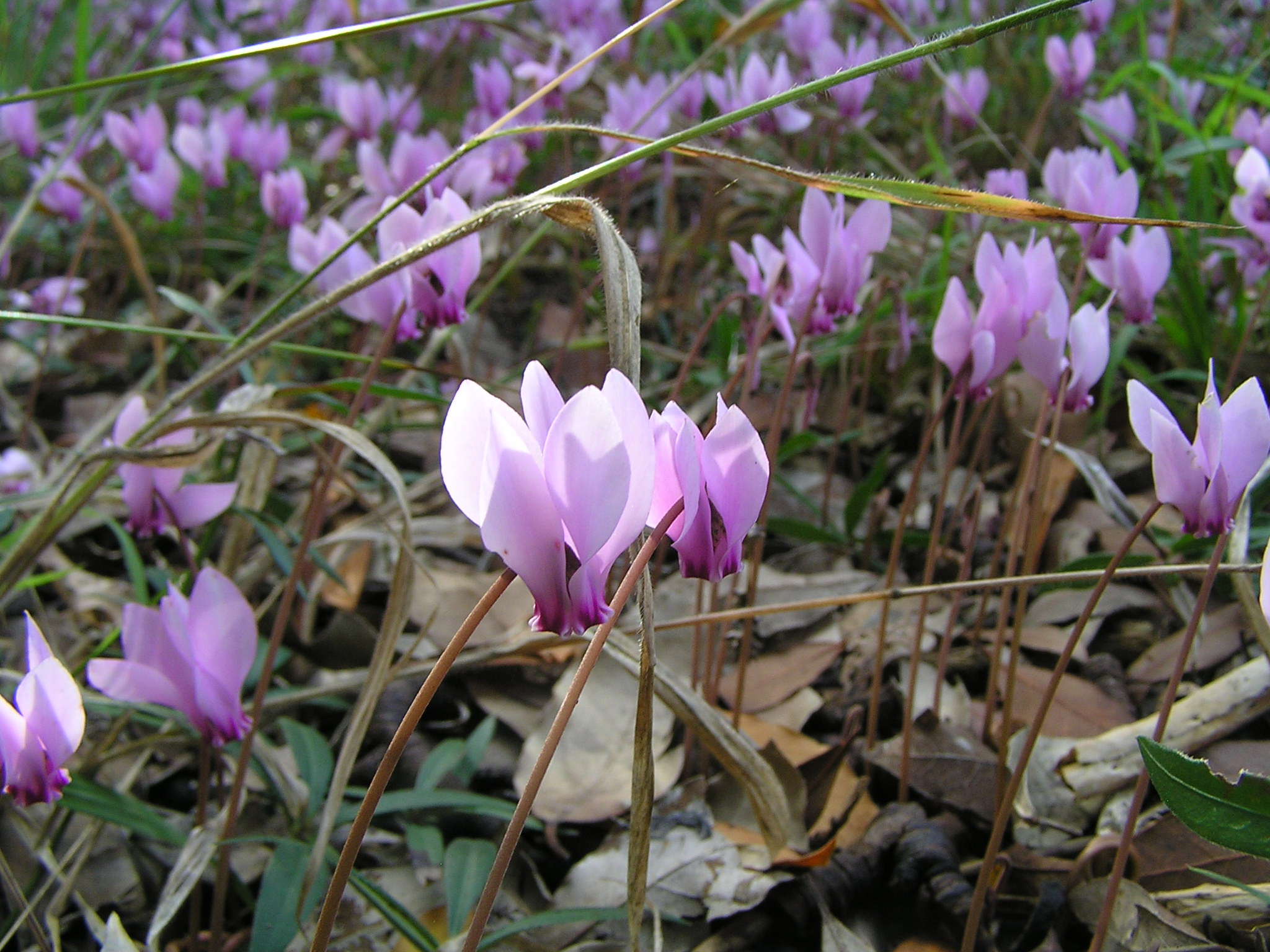
El Cyclamen de Nápoles se encuentra como sotobosque tapizando el suelo bajo los árboles.

## Localización
Arboretum de la Fosse La Fosse - 41800 Fontaine-les-Coteaux, Département de Loir-et-Cher, Centre, Cedex France-Francia.
Está abierto en verano algunos días durante la semana, se cobra una tarifa de entrada.

## Historia
El "Parc de La Fosse", cerca de Montoire/Loir, es uno de los arboretos más antiguos de Francia. Miles de árboles y arbustos de todo el mundo se han plantado allí alrededor de los edificios desde finales del siglo XVIII, según el diseño del paisaje realizado por su propietario, Alexandre-Sébastien Gérard, en 25 hectáreas de una colina en el valle del Loira. 
Las innumerables descubrimientos botánicos de los dos siglos anteriores y la perseverancia de 7 generaciones de una misma familia han ayudado a un mantenimiento y enriquecimiento constante.
Alberga una gran cantidad de edificios del siglo XVIII, incluyendo un interesante palomar edificado en 1817.
El parque de La Fosse, como otros jardines botánicos, desempeña un triple papel de la conservación, la experimentación y la observación de los especímenes vegetales.
Como una encrucijada de la Ciencia, el Arte y la Historia, el conjunto recibió en 1978 la etiqueta de protección de « Monuments Historiques de France ».

## Colecciones
El arboreto alberga unos especímenes maduros de Cedrus libani (1810), Taxus baccata cv. Lebanon (1810), Pinus laricio (1820), Pinus strobus (1820), Taxus baccata cv. fastigiata (1825), Cephalotaxus fortunei (1880), Juniperus drupacea (1880), Davidia involucrata (1905), Cedrus brevifolia (1908).
Además hay unos buenos ejemplares de magnolias, cornus, rhododendrons, y Actinidia sinensis, Carya ovata, Ceanothus, Cedrus brevifolia, Cyclobalanopsis myrsinifolia, Fraxinus biltmoreana, Fraxinus paxiana, Lagerstroemia indica, Magnolia ashei, Magnolia fraseri, Nyssa sylvatica, Parrotia persica, Quercus acuta, Quercus dentata, Quercus glandulifera, Quercus myrsinifolia, Quercus paxiana, y Quercus stellata. 
Muchos caminos y claros están llenas de plantas cuidadosamente dispuestas cuyo interés científico se acopla con el atractivo estético. Algunas floraciones, como las de las Magnolias, los Cornus, Rhododendron, son espectaculares en primavera, mientras que en otoño los colores de Parrotia persica, Nyssa sylvatica, Carya ovata se acompañan con los del Cyclamen de Nápoles, en el sotobosque. 
Creciendo apoyados en los muros de los edificios se encuentran Lagerstroemia indica, los Ceanothus, Actinidia sinensis y kolomikta
Al pie de los muros soleados Crinum powelli, Amaryllis belladona, Romneya coulteri y Nerine bowdeni. 